# 耶律棠古
耶律棠古（?—?），字蒲速宛。辽国末年大臣。契丹六院郎君郎君耶律葛剌之后裔。
耶律棠古性情坦率，是非分明，他人有不当之处，尽言不隐，世称“强棠古”。辽道宗时入仕，大康年间，补本班郎君。在朝屡次数落宰相的得失，于是不受赏识，久不得升迁，后出为西北戍长。辽天祚帝乾统三年（1103年），因不屈从西北路招讨使萧奉先，被罢官。天庆年间，拜乌古部节度使，招抚振济有方。加镇国上将军。都统萧嗣先战败，他力谏以军法惩处。保大元年（1121年），致仕。保大二年（1122年），天祚帝出奔，耶律棠古于倒塌岭拜谒，在为乌古部节度使，敌烈部来犯，他率家奴击退。加太子太傅（一作太子太保）。卒年七十二岁。

## 延伸阅读
[在维基数据编辑]
 《遼史·卷100》，出自脱脱《遼史》